# Bruce Barnum
Bruce Eugene Barnum (Vancouver, Washington, 1964. április 13. –) amerikai amerikaifutball-játékos és -edző, 2015-től a Portland State Vikings vezetőedzője.

## Tanulmányai
1982-ben érettségizett a Columbia River középiskolában, majd az Eastern Washington Eaglesben játszott. Alapdiplomáját 1987-ben a Kelet-washingtoni Egyetemen, mesterdiplomáját pedig 1991-ben a Nyugat-washingtoni Egyetemen szerezte.

## Pályafutása
1986-ban a Central Valley, 1987–1988-ban pedig a Columbia River középiskola edzőhelyettese volt.
1989–1990-ben a Western Washington Vikings, 1991–1992-ben pedig a Cornell Big Red támadóstratégiai edzője volt. 1993-ban az American International Yellow Jackets támadókoordinátori pozícióját töltötte be. 1994 és 1997 között a Coast Guard Bears helyettes vezetőedzője volt, 1998 és 2006 között pedig az Idaho State Bengals különböző pozícióit töltötte be. 2007 és 2009 között újra a Cornell Big Red munkatársa lett, majd 2010-ben Nigel Burton munkatársaként a Portland State Vikings munkatársa lett.
Burton 2014-es kirúgását követően ideiglenes, majd december 8-án állandó vezetőedzővé nevezték ki. Első vezetőedzői győzelmét 2015. szeptember 5-én szerezte a Washington State Cougars ellen. Október 10-én 66–7-re legyőzték a North Texas Mean Greent; ez a legnagyobb győzelem, amit egy Championship aldivízióbeli intézmény egy Bowl-belivel szemben elért. Barnum a STATS FCS év edzője lett, a csapat pedig 15 év óta először részt vehetett a rájátszáson.
Többször is kritizálták az ellenfelein való gúnyolódása miatt. 2016-ban a Southern Utah Thunderbirds elleni mérkőzés előtt azt mondta, hogy „nem akartam Akárkivárosban [Cedar City] maradni. A Grincskastélyban [Brian Head] szállunk meg, vasárnap játsszunk velük, és lerohanjuk őket”. Válaszul a mérkőzésen az ellenfél szurkolói nézőrekordot állítottak fel, többen pedig transzparensekkel vagy Grincsnek öltözve jelentek meg. A játékot 45–31-re a Thunderbirds nyerte.

## Magánélete
1994-ben feleségül vette Shawna Quigley-t; két gyermekük született. 2017 júliusában egy házas munkatársával létesített viszonya miatt munkáltatója „jelentős gazdasági szankciókkal” büntette.

## Eredményei vezetőedzőként
| Év | Eredmény                                    | Eredmény                                    | Helyezés                                    |
| Év | Összesített                                 | Konferencia                                 | Helyezés                                    |
| Portland State Vikings (Big Sky Conference) | Portland State Vikings (Big Sky Conference) | Portland State Vikings (Big Sky Conference) | Portland State Vikings (Big Sky Conference) |
| --- | ------------------------------------------- | ------------------------------------------- | ------------------------------------------- |
| 2015* | 9–3                                         | 6–2                                         | T–2.                                        |
| 2016 | 3–8                                         | 2–6                                         | T–9.                                        |
| 2017 | 0–11                                        | 0–8                                         | 13.                                         |
| 2018 | 4–7                                         | 3–5                                         | T–9.                                        |
| 2019 | 5–7                                         | 3–5                                         | T–6.                                        |
| 2020–21** | 0–1                                         | 0–0                                         | –                                           |
| 2021 | 5–6                                         | 4–4                                         | T–7.                                        |
| 2022 | 4–7                                         | 3–5                                         | 7.                                          |
| 2023 | 5–6                                         | 4–4                                         | T–6.                                        |
| Összesen: | 35–56                                       | 25–39                                       | –                                           |
| Jelmagyarázat: * Továbbjutás: NCAA második kör; Coaches és AP rangsor 10. hely ** A Covid19 miatt csak konferencián kívüli mérkőzéseken játszottak |                                             |                                             |                                             |

## Fordítás
- Ez a szócikk részben vagy egészben  a   Bruce Barnum című angol Wikipédia-szócikk ezen változatának fordításán alapul.  Az eredeti cikk szerkesztőit annak laptörténete sorolja fel. Ez a jelzés csupán a megfogalmazás eredetét és a szerzői jogokat jelzi, nem szolgál a cikkben szereplő információk forrásmegjelöléseként.